# Strømmen
Strømmen è una località situata nel comune di Lillestrøm nella contea di Akershus, in Norvegia. Si trova a circa 20 km a est di Oslo ed è considerata parte della regione Østlandet. 
Originariamente, la città era nota per le sue segherie. Successivamente, invece, vi si è spostata l'industria pesante, inclusa la compagnia Strømmens Værksted, che opera nel campo dei veicoli ferroviari. Ospita inoltre uno dei più grandi centri commerciali norvegesi, lo Strømmen Storsenter. Dal punto di vista sportivo, e in particolare calcistico, a Strømmen gioca la squadra omonima maschile, mentre fino al 2009 vi giocava il Team Strømmen, formazione femminile che dal 2010 è entrata a far parte del Lillestrøm, prendendo il nome di LSK Kvinner.